# 坊楼镇
坊楼镇，是中华人民共和国江西省萍乡市莲花县下辖的一个乡镇级行政单位。

## 行政区划
坊楼镇下辖以下地区：
坊楼村、罗市村、东边村、富树村、小江村、奢下村、新枧村、沿背村、田垄村、洋桥村、甘家村、红源村、东星村、屋场村和江山村。